# Bangui M'Poko International Airport
Bangui M'Poko International Airport, är en internationell flygplats 7 km nordväst om Bangui i Centralafrikanska republiken. 

## Flygbolag och destinationer
| Flygbolag            | Destinationer                          |
| -------------------- | -------------------------------------- |
| Air France           | Paris                                  |
| Air Côte d'Ivoire    | Abidjan, Douala                        |
| ASKY Airlines        | Douala, Lomé                           |
| Karinou Airlines     | Cotonou, Douala                        |
| Kenya Airways        | Douala, Entebbe, Nairobi–Jomo Kenyatta |
| Royal Air Maroc      | Casablanca                             |
| TAAG Angola Airlines | Brazzaville                            |